# Єфименко Петро Петрович
Петро́ Петро́вич Єфи́менко (нар. 21 листопада 1884, Харків — †15 квітня 1969, Ленінград) — російський та радянський археолог, педагог, дослідник палеоліту, слов'янської археології та етнографії, доктор археології (1934), професор, академік АН УРСР (1945), почесний член Королівського антропологічного Інституту Великої Британії та Ірландії (1943), Міжнародного союзу істориків (1958), Італійського інституту доісторії й праісторії у Флоренції (1960). Нагороджений орденом Леніна.

## Біографія
Єфименко Петро Петрович походить з родини відомих істориків Петра Савича та Олександри Яківни Єфименків. У період 1904—1906 років — студент історичного факультету Харківського університету, 1906 виключений за революційну діяльність. В 1906—1912 роках навчався на фізико-математичному факультеті (природознавчий відділ — спеціальність — «Доісторична археологія») Петербурзького університету, по закінченні якого залишений там в аспірантурі.
Цікавився археологією, історією й етнографією. Брав участь у Харківському (1902) і Катеринославському (1905) археологічному з'їздах. Тоді ж написав свої перші наукові праці. 1906 року за підготовку покажчика літератури з історії, археології та етнографії Харківської губернії удостоєний премії імені О. О. Потебні. Здійснив дворічну (1913—1915) навколосвітню подорож, відвідав наукові центри і музеї Західної і Південної Європи, Північно-Східної Африки, Південної Азії, Китаю та Японії. 1915 року обраний членом Російського географічного, антропологічного й археологічного товариств.
У період 1915—1923 років — науковий співробітник Історичного Музею в Москві. 1923 року повернувся в Ленінград і з цього року працював у Ермітажі, Музеї антропології та етнографії, Ленінградському відділенні Інституту матеріальної культури АН СРСР (нині Інститут археології РАН), професор Ленінградського університету. 1934 Президія АН СРСР присудила йому науковий ступінь доктора археології. Дійсний член Державної академії Історії матеріальної культури у Ленінграді. 1945—1954 роки — директор Інституту археології АН УРСР. 1954 повернувся в Ленінград.

## Дослідження
Археологічні дослідження проводив на ріках Оскол і Сіверський Донець, під Воронежем (1926—1927), у Середньо-Волзькій експедиції (1927—1928), у Татарстані. Окрім палеоліту, вивчав старожитності давніх фінів і випускає книгу «Рязанские могильники» (1926). Досліджував ананьєвську культуру (1943). З ім'ям вченого пов'язано вивчення таких палеолітичних пам'яток, як Мізин і Костенки. Очолював багаторічну експедицію «Великий Київ».
Автор понад 80 наукових праць. Був керівником колективної праці — «Нариси стародавньої історії Української РСР» (К., 1957). Працював головним редактором періодичних видань: «рос. Археология» (з 1947); «Археологічні пам'ятки УРСР» (з 1949); «рос. Краткие сообщения Института археологии» (з 1952); «рос. Советская археология». Підготував десятки кандидатів та докторів наук.

## Праці
- (рос.)Первобытное общество (вид. І. — 1934 наз.: Дородовое общество; вид.2. — 1938; вид.3. — К., 1953;
- (рос.)Ефименко П. П., Третьяков П. Н. Древнерусские поселения на Дону. — МИА, № 8. 1948. — 268 с.
- Сучасний стан радянської науки про викопну людину // Вісник АН УРСР. — 1950. — № 1;
- Кріпость Ярослава Мудрого в Києві // Там само. — 1952. — № 12;
- Костенки І. — М.; Л., 1958.- 452 с.